# Varano (Castellammare di Stabia)
Varano è una frazione di circa 150 abitanti dei comuni di Castellammare di Stabia e Gragnano in città metropolitana di Napoli. In zona si trovano resti archeologici e molti alberghi e ristoranti.

## Geografia fisica
Situata in collina, su un pianoro, Varano domina la città di Castellammare di Stabia. Prima dell'eruzione del Vesuvio del 79, il costone che oggi è visibile dalle ville romane, era a picco sul mare, dove vi era il porto di Stabiae: oggi la costa si trova qualche chilometro più avanti. Varano inoltre è il confine tra la città di Castellammare di Stabia e di Gragnano.

## Storia
Sullo stesso territorio dove oggi sorge Varano, nell'antichità sorgeva l'antica città romana di Stabiae, distrutta dall'eruzione del Vesuvio nel 79 d.C., insieme a Pompei ed Ercolano. Dopo tale evento la vita si è andata sviluppando lungo la costa, mentre a Varano sorgevano prevalentemente case rurali dedicate all'agricoltura e alla pastorizia. Dalla fine degli anni settanta la zona è stata interessata da un forte incremento di ristoranti ed alberghi.
- Villa Arianna - villa romana
- Villa San Marco - villa romana
- Secondo Complesso - villa romana

## Infrastrutture e trasporti
Varano è attraversata da un'unica strada, la Passeggiata Archeologica, recentemente rinominata in Strada Provinciale Varano Scavi di Stabia al confine tra i comuni di Castellammare di Stabia e di Gragnano. Inoltre all'inizio di Varano vi è anche lo svincolo di Gragnano della statale Sorrentina. La località è servita da un unico autobus urbano ("1 rosso").